# クリスティアン・ヴュック
クリスティアン・リヒャルト・ヴュック（Christian Richard Wück、1973年6月9日 - ）は、ドイツ・ヴェルネック出身の元サッカー選手、現サッカー指導者。現役時代のポジションはMF、FW。

## 経歴
当時ブンデスリーガに所属していた1.FCニュルンベルクで1990-91シーズンにプロデビューを果たし、2001-02シーズン終了後にアルミニア・ビーレフェルトでわずか10シーズンに渡る選手キャリアを終えた。ブンデスリーガでは通算168試合に出場し、18得点を挙げている。
現役引退後は指導者の道に進み、ロート・ヴァイス・アーレンやホルシュタイン・キールといったクラブを短期間率いた後の2012年にドイツサッカー連盟に移り、主にU-17ドイツ代表を含むU-16やU-15の世代別代表で10年以上監督を務めた。2023年11月にはU-17ドイツ代表史上初めてとなるFIFA U-17ワールドカップ優勝にチームを導いた。
2024年3月8日、同年8月よりドイツ女子代表の監督に就任する事が決定した。